# Hessisch voetbalkampioenschap 1916/17
In 1916/17 werd het elfde Hessisch voetbalkampioenschap gespeeld, dat georganiseerd werd door de West-Duitse voetbalbond. Door de omstandigheden in de Eerste Wereldoorlog werden de West-Duitse competities nog in meerdere reeksen gesplitst, enkel de eindstand van Cassel is nog bekend. Er was geen verdere eindronde voor de algemene titel of West-Duitse titel.

## 1. Klasse

### District Cassel
| Plaats | Club                      | Wed. | W | G | V | Saldo | Ptn. |
| ------ | ------------------------- | ---- | - | - | - | ----- | ---- |
| 1.     | 1. Casseler BC Sport 1894 | 10   |   |   |   | 30:16 | 15:5 |
| 2.     | FC Adler Rothenditmold    | 10   |   |   |   | 28:27 | 13:7 |
| 3.     | Casseler FV 95            | 10   |   |   |   | 35:29 | 12:8 |
| 4.     | FC Hermannia Cassel       | 10   |   |   |   | 19:21 | 11:9 |
| 5.     | TG 1848 Cassel            | 10   |   |   |   | 28:21 | 6:14 |
| 6.     | FV Eintracht Cassel       | 10   |   |   |   | 7:33  | 3:17 |

|  | Kampioen   |
|  | Degradatie |